# 융의 정리
기하학에서 융의 정리(독일어: Satz von Jung, Jung's Theorem)는 독일의 수학자 하인리히 융(Heinrich Jung)이 1901년에 처음 증명한 정리이다. 이 정리는 주어진 지름을 갖는 유클리드 공간의 도형에 대하여 그 도형을 덮을 수 있는 최소 반지름의 n-차원 닫힌 구를 찾으려는 노력에서 비롯되었다. 1차원에서는 지름의 반이 되는 닫힌 구를 잡으면 자명하지만, 2차원부터는 그다지 자명한 결과를 얻을 수는 없다. 융의 정리에서 말하는 그 결과는 지름에 대한 반지름 비의 식으로 주어지는데, 이는 도형의 모양에 관계가 없이 차원의 수에만 의존해서 성립한다는 점에서 놀라운 결과이다.

## 공식화
유클리드 n-차원 공간상의 어떤 공집합이 아닌 집합 {\displaystyle P}를 고려하자. 이 집합의 지름 {\displaystyle diam(P)}를,
- {\displaystyle diam(P)=sup\{d(x,y)|x,y\in P\}}

로 정의한다. 그러면, 다음과 같은 닫힌 구
- {\displaystyle c(B(x,{\sqrt {\frac {n}{2(n+1)}}}diam(P)))}

는 적어도 한 공간상의 어떤 점 {\displaystyle x}에 대하여 {\displaystyle P}를 덮는다.

## 경계 조건
n차원 단체, 즉 n-차원에서의 삼각형, 정사면체, 그리고 그것들의 확장 형태에 대해서는 경계 조건이 성립한다.
예컨대 2차원에서의 삼각형을 고려해 보자. 이 삼각형의 지름을 {\displaystyle d}라고 하면, 이것은 그 한 변의 길이와 같다. 피타고라스의 정리에 의하여 한 꼭짓점에서 다른 변까지의 거리는 {\displaystyle {\frac {\sqrt {3}}{2}}d}이고, 따라서 거기에 {\displaystyle {\frac {2}{3}}}을 곱한 것이 한 꼭짓점에서 중심점까지의 거리와 같다. 이것은 {\displaystyle {\frac {1}{\sqrt {3}}}d}이 되는데, 이때 바로 융의 정리에 의하여(n이 2) 이만큼의 반지름을 갖는 닫힌 구라면 삼각형을 덮는 데 정확히 충분함을 알 수 있다. 또, 실제로 이렇게 만들어진 닫힌 구는 삼각형을 덮는다.

## 일반적인 거리 공간
일반적인 거리 공간에서는 덮개 닫힌 구의 반지름 {\displaystyle R}과 원 도형의 지름과의 비율이 유클리드 공간에서와 다르게 나온다. 그러나 일반적으로, 항상,
- {\displaystyle {\frac {diam(P)}{2}}\leq R\leq diam(P)}

은 성립한다. 이 부등식은 증명하기 어렵지 않다. 좌측의 경우는 자명하고, 우측의 경우 역시 임의의 {\displaystyle p\in P}에 대하여,
- {\displaystyle c(B(p,diam(P)))}

을 잡으면 {\displaystyle diam(P)}의 정의에 의하여 이 구는 원래 도형을 포함해야 한다.

## 참고 문헌
- Frank Jones, Lebesgue Integration on Euclidian Space, Jones and Bartlett Mathematics, 2001